# 608
608 је била преступна година.

## Догађаји
- Ираклијанска побуна: Ираклије Старији, егзарх Африке, и његов син (Ираклије Млађи) побуне се против цара Фоке, чији је режим у Цариграду постао непопуларан и насилан.
- Ираклије проглашава себе и свог сина конзулима, полажући право на царску титулу—и кује новчиће од којих су њих двојица носили конзулске хаљине. Побуна Сирије и Палаестине Прима.
- Византијско-персијски рат: Краљ Хозроје II напада Јерменију и напада дубоко у Анадолију кроз византијске провинције Кападокију, Фригију, Галатију и Битинију.
- 1. август – Фокин ступ у Риму је посвећен Фокиној слави. Коринтски стуб има висину од 13,6 м.
- Цар Јанг од Суија из династије Суи изражава жељу да контролише путеве ка Западу, што је довело до два и по века кинеских војних и трговачких активности у Централној Азији.
- 25. септембар — Папа Бонифације IV наследио је Бонифација III, као 67. римски епископ.
- Прво забележено обележавање Ноћи вештица у Риму.
- Грузијска православна црква се враћа халкидонизму.

## Смрти
- Патријарх александријски Евлогије I